# Carl Fridolf Carlson
Carl Fridolf Carlson, född 1870 och död 1924, var en svensk-tysk skeppsbyggare.
Carlson studerade vid Chalmers tekniska läroanstalt i Göteborg och flyttade 1894 till Tyskland. Där var Carlson 1895-98 anställd vid Germaniavarvet i Kiel och kom 1898 till Schichauvarvet i Elbing. 1902 blev han delägare i firman och övertog 1917 hela ledningen efter sin då avlidne svärfar, Carl H. Ziese. Carlssons insats i tyskt skeppsbyggeri har varit betydande, trots att han under senare år hade stora svårighet under förhållandena efter första världskriget.